# Cathédrale Saint-Patrick de Bridgetown
Cette  cathédrale ne doit pas être confondue avec une autre cathédrale de la Barbade.
 D’autres cathédrales portent le nom de cathédrale Saint-Patrick.
La cathédrale Saint-Patrick est une cathédrale catholique située à Bridgetown, dans le micro-État insulaire de la Barbade. Elle est le siège du diocèse de Bridgetown.

## Historique
La première cathédrale a été construite en 1848 mais fut détruite par incendie criminel en 1897, vraisemblablement déclenché par la plantocratie protestante locale, hostile à l'égard de l'Église catholique. Une deuxième cathédrale fut achevée en 1899 et consacrée en 1903.